# Gustave Herter
Gustave Herter (* 14. Mai 1830 als Julius Gustav Alexander Hagenlocher in Stuttgart; † 29. November 1898) war ein deutsch-amerikanischer Möbeldesigner und Inhaber der Firma Herter Brothers.

## Leben
Gustav wurde als unehelicher Sohn der Johanna Christiana Maria Barbara Hagenlocher geboren, die später den Stuttgarter Ebenisten Christian Herter (1807–1874) heiratete. Von diesem wurde er adoptiert. 1839 wurde sein Halbbruder Christian geboren. Beide lernten das Handwerk Christian Herters des Älteren, möglicherweise bei diesem selbst.
Gustav verließ Deutschland wohl 1848 und siedelte nach New York über, wo sich zu dieser Zeit die drittgrößte deutsche Sprachgemeinschaft der Welt zusammengefunden hatte. Zahlreiche Landes- und Berufsgenossen Herters hatten sich in „Little Germany“ niedergelassen, doch Herter hob sich bald von der Masse ab. Über Edward W. Hutchings lernte er vermutlich Auguste Pottier kennen, mit dem er ab 1851 zusammenarbeitete. Ab 1853 war Erastus Bulkley sein Geschäftspartner. Fünf Jahre später kaufte Herter Bulkley seinen Geschäftsanteil ab und firmierte nun als Gustave Herter, bis er sich 1964 mit seinem Bruder zusammentat und Herter Brothers entstanden. Aus dieser Firma zog er sich 1870 zurück. Kurz vor Gustave Herters Ausscheiden aus der Firma verlegten die Brüder 1869 den Firmensitz in das Hoyt Building, 873–879 Broadway bei der 18. Straße, das mit seinen riesigen Schaufensterflächen geeignet war, ihre Produkte den Passanten zu präsentieren.
Vermutlich zu Beginn des Jahres 1871 reiste Gustave Herter zurück nach Deutschland. Ausschlaggebend war dabei vielleicht der Wunsch, in der Nähe seiner alternden Eltern zu sein und die vier Söhne, die er mit seiner Frau Anna, geb. Schmidt, hatte, in Deutschland ausbilden zu lassen. Offenbar zog er sich damit in relativ jungen Jahren aus dem Berufsleben zurück. 1892 kehrte er noch einmal nach New York zurück, wo er im Everett House, einem luxuriösen Hotel, Quartier nahm.
Gustave Herter starb viele Jahre nach seinem jüngeren Bruder; sein Leichnam wurde in einem eigens dafür eingesetzten Zug von der Grand Central Station zum Friedhof transportiert. Die Firma Herter Brothers überdauerte nach dem Ableben Christian und Gustave Herters noch bis 1906.

## Werke
1853 trat Gustave Herter mit mehreren Möbelstücken auf der Exhibition of the Industry of All Nations hervor, darunter einem eichenen Sideboard, das sehr bewundert wurde. Schon bald jedoch erweiterte er sein Tätigkeitsfeld und bot nicht nur Möbel, sondern die komplette Ausstattung von Räumen an. Herausragende Beispiele seiner Arbeit in der Zeit vor Herter Brothers waren ein Möbel aus Walnussholz, das für eine private Bibliothek oder Kunstsammlung gedacht war und deutliche Anklänge an die Renaissance zeigte, und ein Uhrengehäuse, das Elemente englischer Uhrenverkleidungen des 18. Jahrhunderts mit Stilmerkmalen der italienischen Renaissance kombinierte.
1858 stattete Gustave Herter, der zu dieser Zeit die Firmenadresse 547 Broadway hatte, die Sommerresidenz des Hotelbesitzers Ruggles Sylvester Morse in Portland (Maine) aus. Er wählte dunkles Rosenholz für die Möbel, in denen sich Elemente des Louis-XIV-Stils mit indianischen Motiven mischten. Abgesehen von den Möbeln war das Haus jedoch eher hell und licht gehalten und dem Rokoko verpflichtet. Die Sitzmöbel waren Modellen von Alexandre Georges Fourdinois nachgebildet, die 1855 auf der Weltausstellung in Paris zu sehen gewesen waren und von denen Herter vermutlich mindestens Abbildungen kannte. Weitere Einflüsse in der Gestaltung des Hauses sind wohl bei Jean Baptiste Simeon Chardin, Jean Honoré Fragonard und anderen zu suchen; insgesamt schuf Herter hier ein vielfältiges Stilgemisch. Die Bibliothek etwa gestaltete Herter im neogotischen Stil.
Ein weiterer Kunde Gustave Herters war Henry Probasco, der seine Residenz „Oakwood“ in Cincinnati von ihm ausstatten ließ. Dr. Thomas Ward in New York City, John Pierpont Morgan, John A. C. Gray und Tiffany and Company kauften ebenfalls bei ihm. Um 1860 beschäftigte er rund hundert Angestellte, die pro Monat 4800 Dollar verdienten. Jährlich wurden Möbel und andere Produkte im Wert von etwa 121 500 Dollar hergestellt. Die Firma verbrauchte 40 000 Fuß Walnussholz und 15 000 Fuß Eichenholz pro Jahr.
Vermutlich arbeitete Gustave Herter auch für eine Gewehrfabrik.

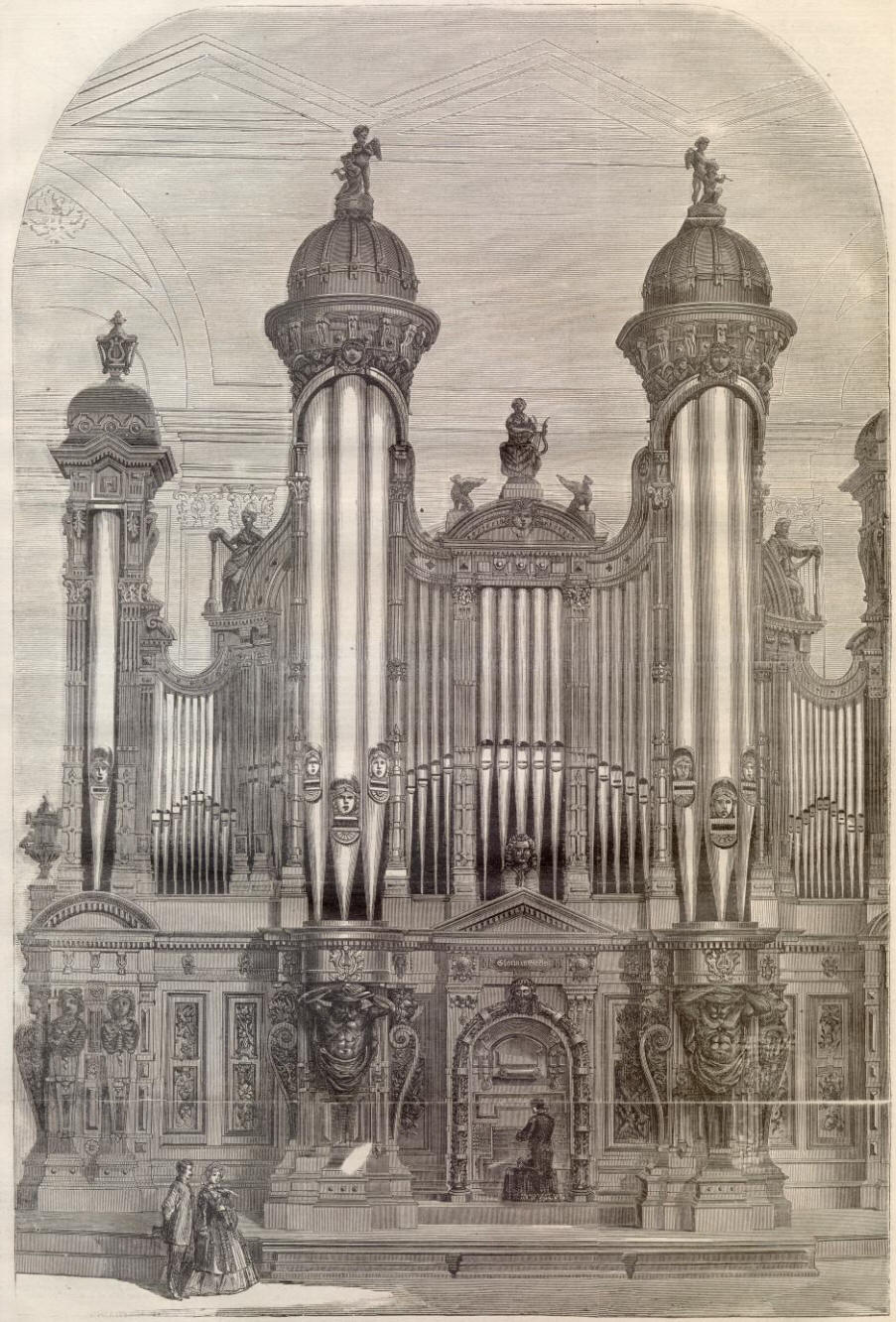
Die Orgel der Boston Music Hall

1860 erhielt er den Auftrag, einen Prospekt für die Orgel der Boston Music Hall herzustellen, die bei Eberhard Friedrich Walcker in Ludwigsburg gebaut und 1863 geliefert wurde. Am Fuß der Orgel, die sich heute nicht mehr an ihrem ursprünglichen Standort befindet, stehen zwölf Hermen, davon sechs androgyne Gestalten, vier Löwen und zwei Atlasfiguren. Musikinstrumente, Masken, Komponistennamen schmücken die Paneele. Eine zentrale Stelle nehmen die Büste Johann Sebastian Bachs und die Darstellung der heiligen Cäcilie, der Schutzpatronin der Musik, ein. Bekrönt wird das Werk durch eine Personifikation der Orgelstimme in Gestalt einer Renaissancefrau mit zum Singen geöffnetem Mund.
In der ersten Hälfte der 1860er Jahre erscheint in Gustave Herters Werken immer wieder das Motiv des aus dem Hades aufsteigenden Orpheus mit der Lyra in den Armen. Es scheint sich dabei um eine allgemein verbreitete Mode zu handeln, die vielleicht aus Frankreich nach Amerika gelangt war.
Schon in Zusammenarbeit mit seinem Bruder war Gustave Herter gegen Ende seiner Zeit in den USA an der Gestaltung des Landhauses in Elm Park von LeGrand Lockwood beteiligt.
Für die Zeit nach 1870 ist nur noch eine Arbeit Gustave Herters nachgewiesen: das Familienmausoleum auf dem Kensico Cemetery in New York. Wann genau er dieses Werk vollbrachte, ist nicht bekannt; es ist jedoch anzunehmen, dass er es erst nach seiner Rückkehr aus Deutschland in Angriff nahm.

## Ausstellung
Die Arbeit der Brüder Herter wurde 1995 in einer Wanderausstellung des Museum of Fine Arts in Houston und des Metropolitan Museum of Art in New York City gewürdigt.